# Косанин град
Косанин град је тврђава која се налази југозападно од Шапца и североисточно од Лознице. Данас има надземних остатака утврде.

## Историја
Косанин град је римско утврђење са краја 4. века које се налази на планини Цер. Утврда је служила као војна стражара за заштиту римског пута који је пролазио долином Јадра. Град се налази на стратешки битној позицији одакле се пружа поглед на јужне обронке планине. За Косанин град су се водиле борбе током Церске битке. Град је откривен и истражен тек 1982. године те се стога не спомиње у литератури. Био је мањих димензија и припадао је по легенди једној од пет ћерки Цара Тројана, митског бића са планине Цер, која се звала Косана. До града се може доћи путем који води од ПД "Липове воде".